# Шаферът
„Шаферът“ (на английски: Made of Honor) е американска романтична комедия от 2008 г. В главните роли са Мишел Монахан и Патрик Демпси.

## Сюжет
Внимание:  Текстът по-долу разкрива сюжета на произведението (или части от него)!
Том (Патрик Демпси) и Хана (Мишел Монахан) са приятели от десет години. Той сменя редовно гаджетата, докато тя иска да се омъжи, но все още не е намерила Г-н Правилния.
Тъкмо Том решава, че става за сериозна връзка и Хана му казва, че се е сгодила. Когато тя кани най-добрия си приятел за кум, той неохотно се съгласява. Но само за да има време да спре сватбата и да спечели сърцето на „платоничната“ си любов.

## „Шаферът“ в България
На 26 август 2017 г. NOVA излъчи филма с български дублаж за телевизията. Дублажът е от Доли Медия Студио. Екипът се състои от:
| Преводач           | Фани Аронова                                                              |
| Озвучаващи артисти | Татяна Захова Мина Костова Росен Плосков Никола Стефанов Любомир Младенов |